# Sandy, Utah
Sandy är en stad (city) i Salt Lake County i delstaten Utah i USA. Staden hade 96 904 invånare, på en yta av 62,58 km² (2020). Sandy, som är en förort till Salt Lake City, är den sjätte största i delstaten. TV-serien Big Love utspelas i Sandy.